# Lucerapex casearia
Lucerapex casearia é uma espécie de gastrópode do gênero Lucerapex, pertencente a família Turridae.